# パープルエクスプレス
パープルエクスプレスは、文化放送をキーステーションに、土曜26:00（日曜2:00）から30分番組で放送されていたギター講座番組。1970年代、グレコのギターを買うとオマケに付いてきた教則カセットを制作したドクター・シーゲルこと成毛滋が、ラジオでギター、しかもハードロックやヘヴィメタルの弾き方を教えるという珍しい番組であった。佐川急便の一社提供。

## 放送期間
1982年10月10日（第1回放送） - 1991年10月6日（最終回）

## 出演者および制作者

### 講師
- 成毛滋
- 古川博之
- 高井寿
- 長崎聡

### アシスタント
- イリア（1982年10月10日 - 1985年9月）
- 小林寛子（1985年10月6日 - 1986年2月）
- 寺田恵子、五十嵐美貴（1986年3月2日 - 1988年4月24日）
- KAYOCO（1988年5月 - 1989年6月）
- イシノトモコ（1989年7月2日 - 1990年9月）
- 松本しのぶ（1990年10月 - 1991年10月）

### ディレクター
- 渡辺勲

### 構成作家
- 大森庸雄（おおもり つねお）

## 主なコーナー

### ギター講座
課題曲を通し（ソロなどの場合は部分的）で流し、その後簡単に所感を述べ、「ここの部分はこうして弾いてます」と成毛本人がスタジオで実際に弾いてから講座に入る。このときギターの弦を1弦2弦ではなく1番線2番線と呼び、「1番線5フレット人差し指、1番線8フレット薬指ハンマリングオン…」といった具合に一音ごとポジションと指使いまでを指定し、コードもわかりやすく「ドラゴンズのD」「ジャイアンツのG」と説明するなど、文字通り手取り足取りの丁寧なものであったため、一曲の解説を終えるまで数週間分の放送を要した。
また、番組の後期から次第に楽曲のコピーから音楽理論の講座へ移行しつつ、番組のリスナーがカセットテープで投稿してきた課題曲を放送で紹介するなどのことも行っていた。その中から古川博之などの生え抜きが「師範代」として番組に出演もしていた。

### おはがき大会
主にリスナーから質疑応答の意味合いでギター講座の補足説明が行われた。また、成毛の講座の内容とギター雑誌との差異を指摘されることがしばしばあり、その都度、成毛は「その記事はでたらめです」と断言すると、自分の講座の内容とギター雑誌の解説を、それぞれ弾き比べて原曲との違いを証明していた。このコーナーで成毛は、レコード会社をはじめとする音楽業界から楽器屋に至るまで実名こそ挙げないものの忖度なく批判をしていたが、特に槍玉に挙げていたのがギター雑誌であった。この為、あるとき「成毛さんはギター雑誌の記事は全てでたらめと言ってますが、どうしてそんなでたらめが載ってるのですか?」と質問が来たときに、「色んな理由がありますが」と前置きしてから「例えば、某読売ジャイアンツというギター雑誌の採譜はギタリストではなくサックス奏者が行っています。このため音は合っているのですがギター用の譜面としては不完全なのです」と答えた。

### プレゼントコーナー
1983年1月から開始。当初は月1回のプレゼントで、フェンダージャパンのストラトまたはグレコのレスポールが賞品だった。リスナーがハガキにどちらのプレゼントが欲しいのかを明記することになっていた。1983年9月から毎週プレゼントに変わり、グヤトーンのアンプやフェンダージャパンのギターやピックなどが賞品であった。

## ギター講座で解説された主な楽曲
- End of the world - ゲイリー・ムーア
- Captain Nemo - マイケル・シェンカー
- Eruption - ヴァン・ヘイレン
- You Really Got Me - ヴァン・ヘイレン
- Spanish Fly - ヴァン・ヘイレン
- Cathedral - ヴァン・ヘイレン
- Jump - ヴァン・ヘイレン
- Don't tell me you love me - ナイト・レンジャー
- Rock in America - ナイト・レンジャー
- Hiroshima Mon Amour - アルカトラス
- Jet To Jet - アルカトラス
- Trilogy Suite Op:5 - イングヴェイ・マルムスティーン
- Death Alley Driver - レインボー
- Frenzy - レーサーX
- Scarified - レーサーX
- Beat It - マイケル・ジャクソン（ヴァン・ヘイレン）

## 番組名の表記について
番組名のカタカナ表記は、"パープルエクスプレス"と"パープルエキスプレス"の2つが考えられる。しかし、ナレーションでは"エクスプレス"と発音していることから、"パープルエクスプレス"とするのが妥当であると考えられる。
また、番組終了後ではあるが、番組スポンサーであった佐川急便が、関連会社に佐川グローバルエクスプレス株式会社という会社名を使用していることからも、エキスプレスではなくエクスプレスの方が適切であると考えられる。

## 放送回数について
当番組が放送されていた頃の土曜深夜は毎年4月-9月期放送の「文化放送ホームランナイター」の中継カード延長による番組休止も多く正確に何回放送されたのかは不明だった。放送当時の番組編成事情は21:30（実質はその5分前である21:25）までに中継カードが終了しない場合最大延長を22:30（実質はその5分前である22:25）まで中継を引き延ばし中継カードを試合終了および終了後のインタビューまで放送しようという構成だったためである。なおこの頃巨人の試合は文化放送とニッポン放送はビジターゲームしか中継できないという制限があり土・日曜の本番カードを放送していた文化放送では巨人のホームゲームのナイターのある日は雨傘番組を全国向けに放送していた。また当時は23:00に「さだまさしのセイ!ヤング」が、翌3:00に「日野ミッドナイトグラフィティ 走れ!歌謡曲」がそれぞれ編成されていたためと「大学受験ラジオ講座」と「百万人の英語」を休止させることが不可能だったため野球が延長の場合21:30-23:00の番組のうち2番組を「百万人の英語」の後に繰り下げて放送し「走れ!歌謡曲」までに通常通りに戻す編成をしていたためである。
- なお大晦日が土曜に当たることも度々あり当番組が臨時休止することも多かった[2]。さらに1989年1月7日分（翌1月8日未明）は昭和天皇の崩御および平成への元号切り替えなどによる報道特別番組体制のため臨時休止となった[3]。